# メチル馬尿酸
メチル馬尿酸（メチルばにょうさん）とは、馬尿酸のフェニル基が持つ5つの水素のうち、どれか1つがメチル基に置換された化合物の総称である。単一の化合物ではない。尿中から検出されたメチル馬尿酸は、キシレンなどに曝露されたことの指標として用いられることがあり、例えば、労働者の健康管理などに利用される。

## 種類
馬尿酸のフェニル基が持つ5つの水素のうち、どれか1つがメチル基に置換されたものがメチル馬尿酸である。したがって、メチル馬尿酸の化学式はC10H11NO3であり、次の3つの構造異性体が存在する。
o-メチル馬尿酸（おるとメチルばにょうさん）
2-メチル馬尿酸などとも呼ばれる。馬尿酸のアミド結合しているカルボキシ基が結合しているフェニル基の炭素から見て、フェニル基内の両隣の炭素のうちの片方の炭素に直結している水素がメチル基に置換された化合物である。
m-メチル馬尿酸（めたメチルばにょうさん）
3-メチル馬尿酸などとも呼ばれる。馬尿酸のアミド結合しているカルボキシ基が結合しているフェニル基の炭素から見て、フェニル基内の2つ隣の炭素のうちの片方の炭素に直結している水素がメチル基に置換された化合物である。
p-メチル馬尿酸（ぱらメチルばにょうさん）
4-メチル馬尿酸などとも呼ばれる。馬尿酸のアミド結合しているカルボキシ基が結合しているフェニル基の炭素から見て、フェニル基内で最も遠い炭素に直結している水素がメチル基に置換された化合物である。

## キシレンやトルイル酸の代謝と排泄
ヒトがキシレンやトルイル酸に曝露され、これらの化合物が吸収されると、体内では代謝によって主にメチル馬尿酸を生ずる

。
つまり、キシレンのベンジル位の炭素のうちの1つがカルボン酸にまで酸化されてトルイル酸が生じ、そうして生じたトルイル酸がグリシン抱合を受けてメチル馬尿酸になるのである。また、トルイル酸に曝露された場合は、そのままグリシン抱合されてメチル馬尿酸になる。そして、メチル馬尿酸となった後は、主に尿中へと排泄される

。
ただし、ヒト以外の動物では、トルイル酸までは同じ経路をたどった後、トルイル酸がグルクロン酸抱合されトルイル酸グルクロニドが生じ、このトルイル酸グルクロニドが尿中へと排泄される場合もあることが知られている

。

## キシレンの曝露指標
ヒトでは尿中に排泄されてきたメチル馬尿酸を、キシレンに曝露されて体内に吸収された、すなわち、キシレンに人体が汚染されたことを示す指標として利用可能である

。
ヒトから採尿を行い、尿を適切な条件に設定した高速液体クロマトグラフィーにかけることで、メチル馬尿酸を検出することができる

。
なお、上記のようにメチル馬尿酸には3種類あるので、この検査項目を尿中総メチル馬尿酸などと言うこともある

。

## 薬物相互作用
体内でのメチル馬尿酸の生成は、様々な薬物の影響を受けることが知られている。以下に、その例のごく一部を記す。

### トルエンとキシレンとメチル馬尿酸の関係
ベンゼンの水素が1つメチル基に置換された化合物がトルエンであり、トルエンの水素が、もう1つメチル基に置換された化合物がキシレンである。このようにトルエンとキシレンは構造が良く似た化合物である。このトルエンとキシレンに同時に曝露された場合、その代謝が競合するため、代謝が遅くなることが知られている

。
メチル馬尿酸はキシレンが代謝されないと生成しないので、メチル馬尿酸の生成が遅くなることを意味する。

### エタノールとキシレンとメチル馬尿酸の関係
エタノール、すなわち、酒の摂取は、キシレンやメチル馬尿酸の体内における動態に影響を与えることが知られている

。
例えば、ヒトにエタノールを0.8 (g/kg)摂取させ、その30 分後よりm-キシレンに曝露された場合、エタノールを摂取していない者と比べて、キシレンの血中濃度が上昇したのに対して、尿中のメチル馬尿酸の排泄量が減少したとの報告がある

。
この他にも、エタノールの摂取条件によっては、キシレンとメチル馬尿酸の代謝や排泄の状況に異なった影響が出ることも報告されている

。